# Laksamana Do Re Mi
Laksamana Do Re Mi (Les Amiraux Do, Re et Mi) est un film de comédie malaisien en noir et blanc de 1972, réalisé par P. Ramlee. Tourné en noir et blanc, c'est le troisième volet de la série de films comiques Do Re Mi, et met en vedette le trio d'acteurs P. Ramlee, A. R. Tompel et Ibrahim Din reprenant leurs rôles de Do, Re et Mi respectivement. L'histoire est vaguement basée sur l'un des contes des Mille et Une Nuits, "Les Trois Princes et la Princesse Nouronnihar", et raconte comment le trio devient amiraux et utilise la magie pour sauver un royaume lointain de la ruine. Ce film est notable pour être le dernier film réalisé par P. Ramlee avant sa mort en 1973.

## Synopsis
Les trois amis pauvres, Do, Re et Mi, vivent dans une cabane en forêt et vendent du bois de chauffage. Chassés de leur maison, ils entendent un appel à l'aide venant d'un bambou blessé. En retirant une lance, le bambou se transforme en princesse-fée, Tuan Puteri Buluh Betong, qui leur offre des objets magiques : un tapis volant pour Do, une longue-vue pour Re, et un harmonica exauçant les vœux pour Mi. Utilisant ces objets, ils remportent un concours pour devenir Amiraux du Sultan. Envoyés au royaume voisin attaqué par Fasola, un ancien ministre devenu traître, ils utilisent l'harmonica pour vaincre son armée. Grâce à la longue-vue, ils découvrent que Fasola ne peut être tué qu'avec un bambou pointu. Ils le tuent et sauvent la princesse.
De retour, Do, Re et Mi tombent amoureux de la princesse, qui propose de les épouser tous. Le Sultan, également amoureux d'elle, leur rappelle la loyauté de Hang Tuah, et la princesse accepte d'épouser le Sultan. En compensation, le Sultan leur promet trois servantes, mais elles s'avèrent être des vieilles femmes laides. Fuyant cette situation, les trois amis s'échappent sur leur tapis volant, riant et disparaissant vers une destination inconnue.

## Fiche technique
- Titre : Laksamana Do Re Mi
- Réalisation : P. Ramlee
- Scénario : P. Ramlee
- Pays d’origine :  Malaisie
- Langue : malais
- Format : Noir et blanc
- Date de sortie : 1972